# Eomamenchisaurus
Eomamenchisaurus là một chi khủng long, được Lü Li T. G. Zhong Ji Q. & Li S. X. mô tả khoa học năm 2008.